# Xuankongfasi
Xuankongfasi is een mahayana-boeddhistische tempel in de Taiwanese stad Tainan, Republiek China. De tempel ligt op de berg Dazhi Shan (大智山) en is gewijd aan de bodhisattva Sangharama. De tempel heeft een grote tempeltuin met buddharupa's, rotsen, koikarpervijvers en bomen. De tuin is verdeeld in thema's, zoals "de Levenswandel" (生命之路) en "de Heilige Rots met de Afdruk van Boeddha's Hart" (佛心印聖石). De hoofdhal van de tempel heeft een ronde koepel, die lijkt op een stoepa, als dak. De rondheid staat symbool voor de boeddhistische concepten tolerantie en mededogen. De tempel heeft drie bronzen beelden van de Drie Schatten Boeddha's en een Sichuanse witkleurige jaden beeld van Sangharama. Verder zijn er beelden te vinden van Skanda, de Vier Hemelse Koningen en de Achttien Arhats. De tempel heeft een hal met grote gebedsmolens.
In 1988 begon de bhikkhu Quanzhen Shangren (全真上人) met het realiseren van de bouw van de tempel. De tempel bestond toen uit drie houten gebouwen.